# Психостимуланс
Психостимуланси или стимуланти, су врста фармаколошких препарата који активирају централни нервни систем, подстичу будност, побољшавају пажњу, памћење, стимулишу психомоторне радње, а отклањају умор при напорном интелектуалном или физичком раду. Понекад, узети у већим количинама, изазивају и претерану раздраганост, усхићеност. Злоупотреба психостимуланса доводи до стварања зависности, а некад и до психотичних епизода.